# 李河日
李河日（1935年—）又译李夏一、李夏日，朝鲜民主主义人民共和国政治人物、军人。朝鲜人民军次帅
两江道人。曾任人民武装力量部作战局局长。

## 履历
- 1975年任人民军525部队司令官。
- 1977年任534训练所司令官，
- 1979年任第8军军长。
- 1980年10月劳动党六大当选为中央委员。
- 1982年3月任朝鲜劳动党中央军事部部长，同月在劳动党6届5中全会上当选中央军事委员会委员。
- 1982年2月、1986年11月、1990年4月、1998年9月四次当选最高人民会议议员。
- 1990年5月当选国防委员会委员。
- 1992年1月当选朝鲜劳动党中央军事委员会委员（第二次当选）。
- 1992年4月晋升大将。
- 1995年10月授次帅军衔。

## 勋章
1982年4月、1992年4月两次荣获金日成勋章。